# Aporophyla lutulenta
Aporophyla lutulenta är en fjärilsart som beskrevs av Michael Denis och Ignaz Schiffermüller 1775. Aporophyla lutulenta ingår i släktet Aporophyla och familjen nattflyn, Noctuidae.  Inga underarter finns listade i Catalogue of Life.

## Bildgalleri

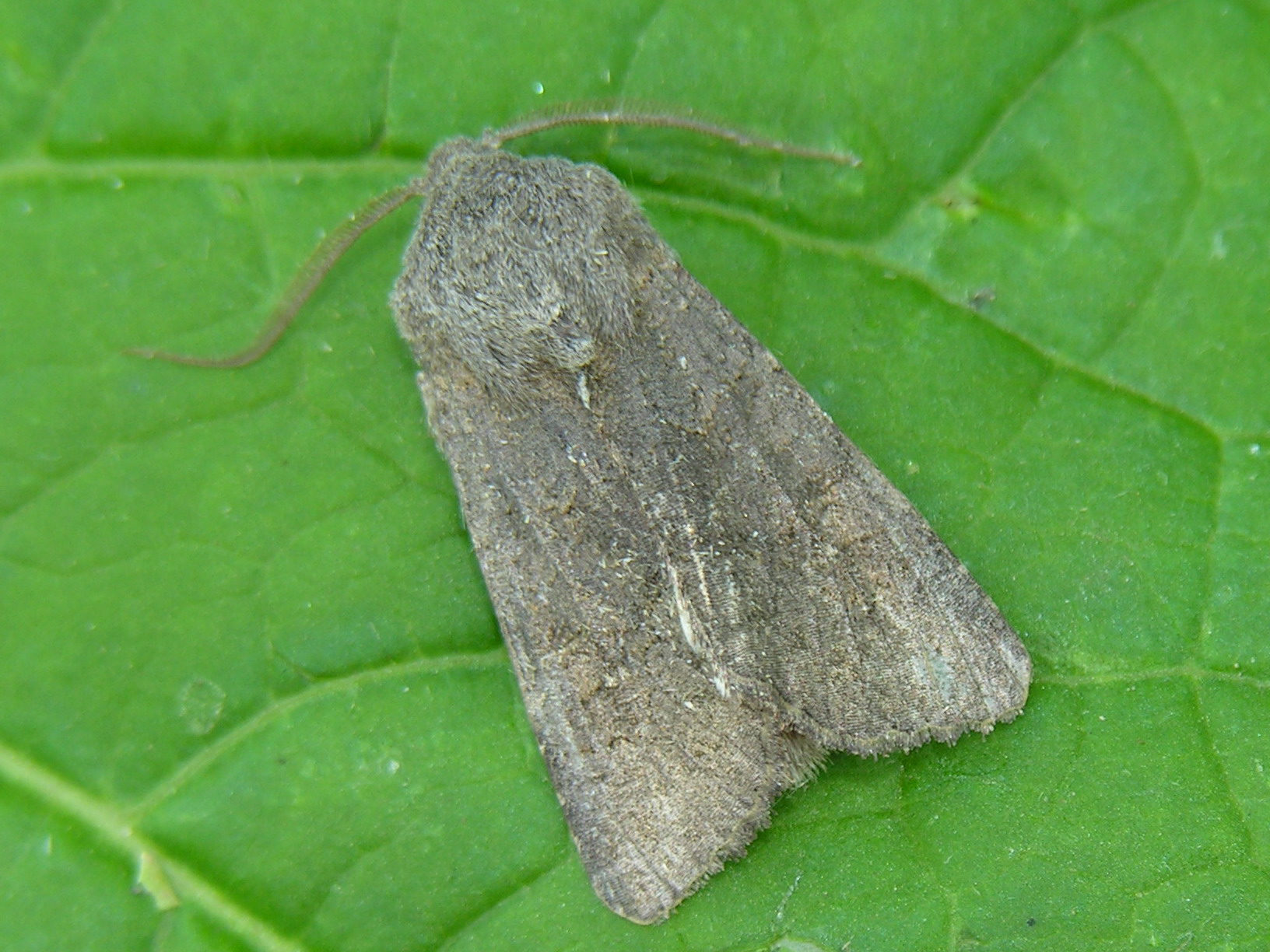
Imago fjäril, grå färgvariant
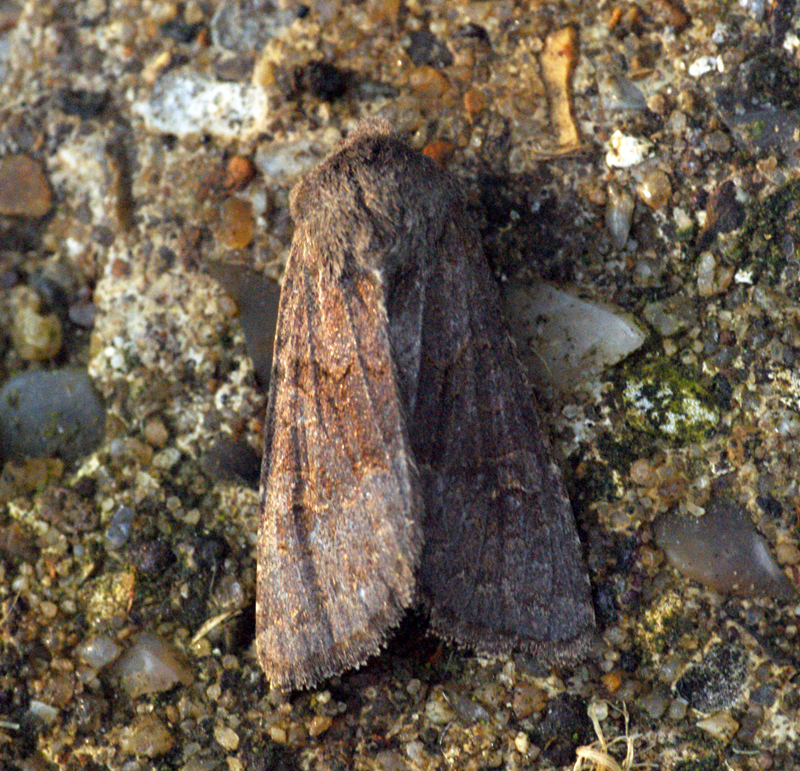
Imago fjäril, brun färgvariant
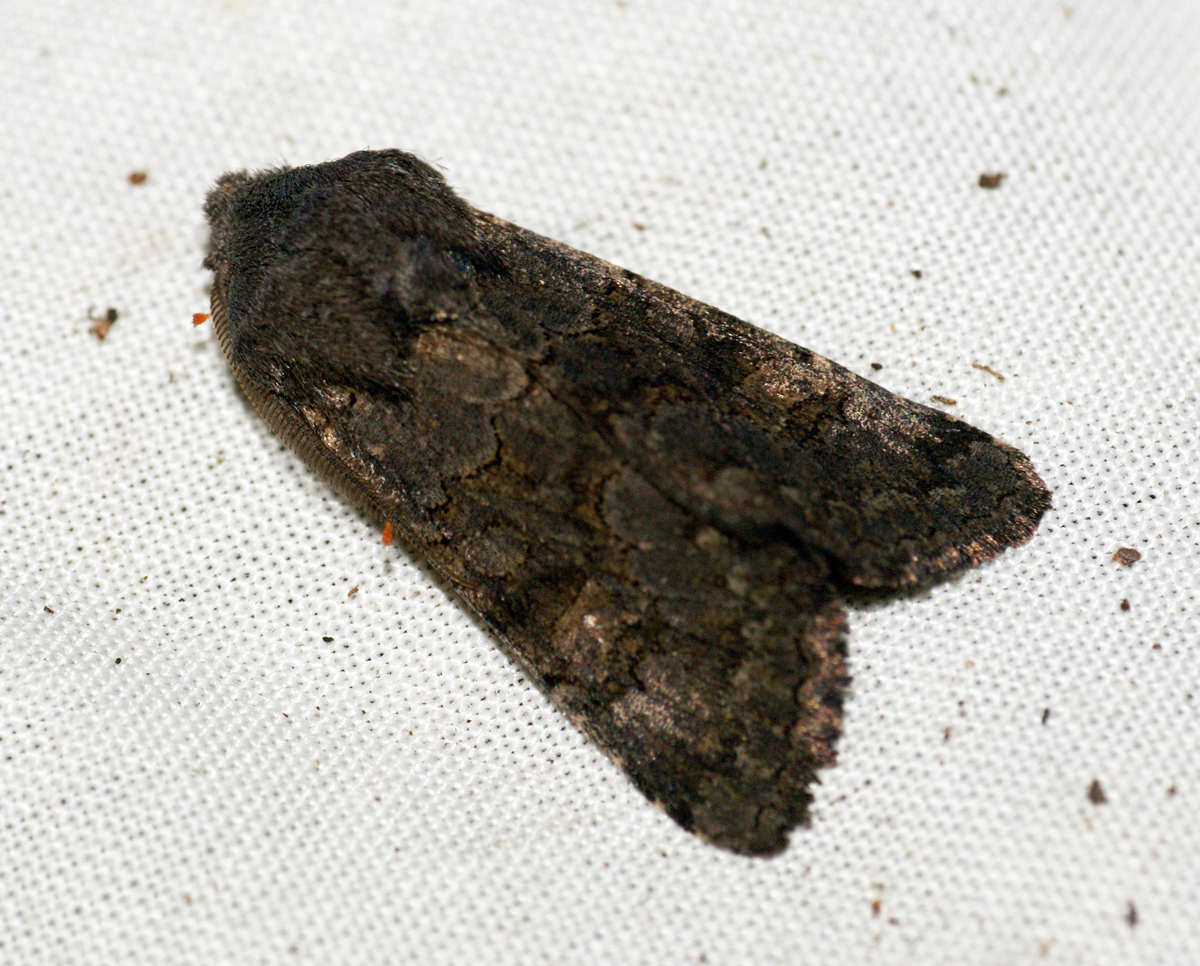
Imago fjäril, svart färgvariant